# Koninklijk Nederlandsch-Indisch Leger
Il Reale esercito delle Indie orientali olandesi, in olandese Koninklijk Nederlands Indisch Leger, detto anche Esercito coloniale olandese o KNIL, fu la forza militare che i Paesi Bassi impiegarono per la loro colonia delle Indie orientali olandesi, nell'area attuale dell'Indonesia. Il braccio aereo del KNIL era l'Aeronautica dell'Esercito delle Indie orientali dei Paesi Bassi reali. Anche elementi della Koninklijke Marine furono di stanza nelle Indie orientali olandesi.

## Storia

### 1814–1942

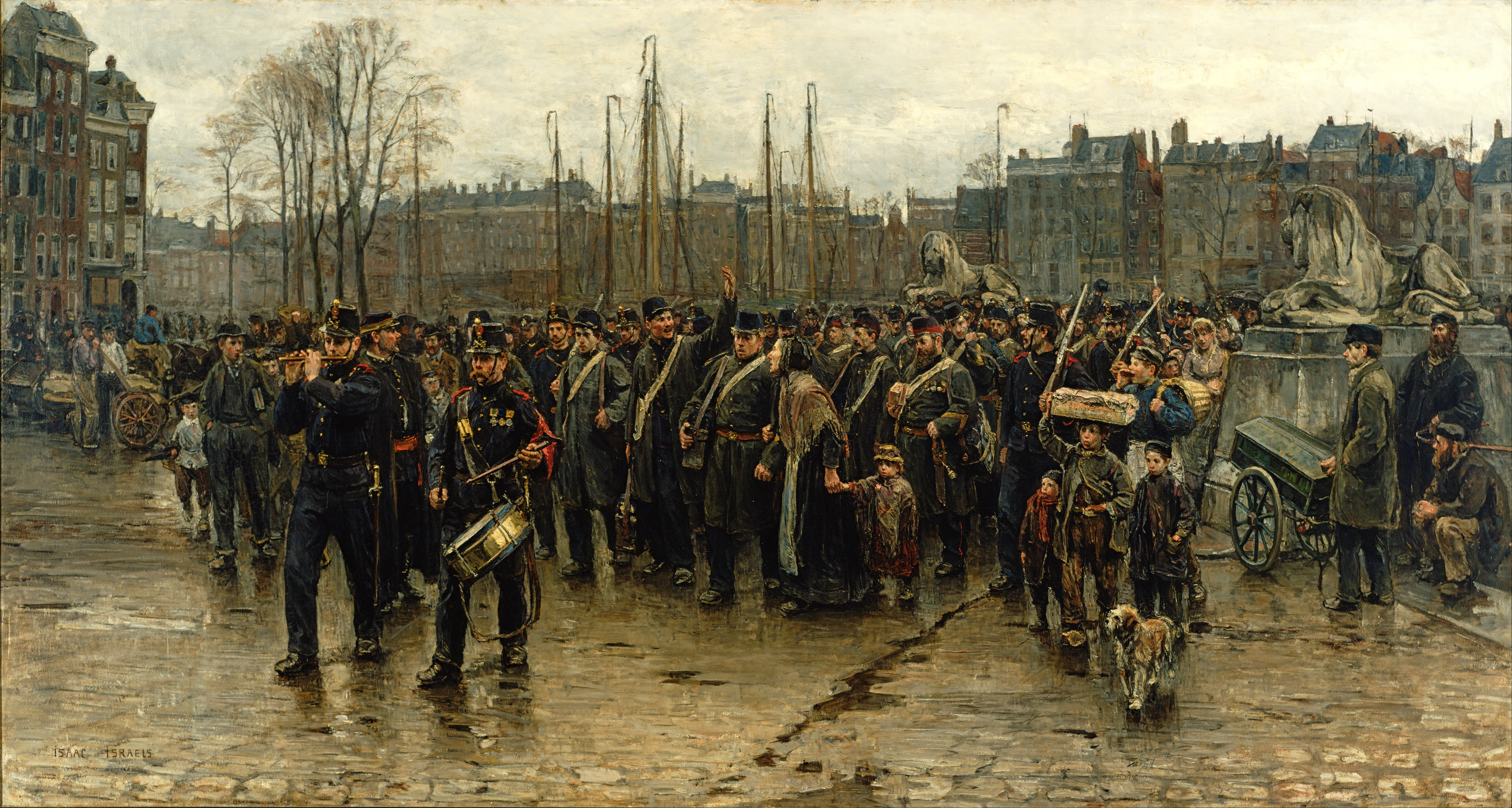
Isaac Israëls, Het transport der kolonialen (Trasporto di soldati coloniali), che mostra le nuove reclute per il reale esercito delle Indie orientali olandesi che marcia per le vie di Rotterdam diretto verso le Indie orientali olandesi

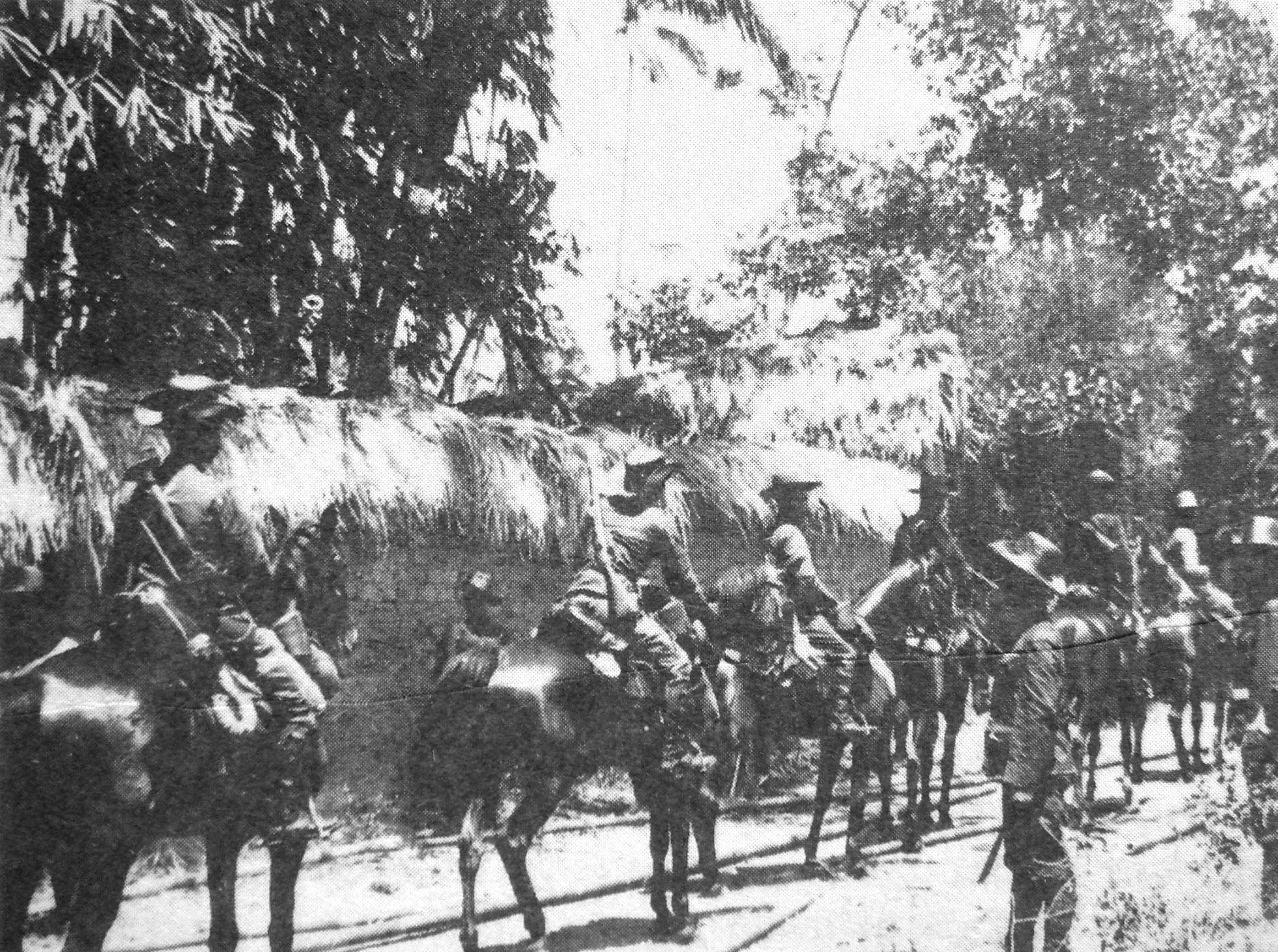
Cavalleria coloniale olandese nel 1906 durante l'intervento olandese a Bali (1906).

L'esercito coloniale olandese venne fondato con decreto reale del 14 settembre 1814. Esso non era parte dell'esercito dei Paesi Bassi, bensì un'arma separata specificatamente formata per prestare servizio nelle Indie orientali olandesi. La sua fondazione coincise con l'espansione coloniale olandese da un gruppo di sparute colonie nel XVIII secolo a territori più consistenti, in particolare concentrati nelle cosiddette Indie orientali olandesi.
L'esercito coloniale olandese venne coinvolto in molte campagne contro gruppi indigeni nell'area come la Guerra dei Paderi (1821–1845), la Guerra di Giava (1825–1830), la repressione della resistenza a Bali al governo coloniale nel 1849 e la lunga Guerra di Aceh (1873–1904). Nel 1894, Lombok e Karangasem vennero annesse in risposta al fatto che la locale aristocrazia balinese opprimeva la popolazione dei nativi Sasak. Bali venne posta sotto il completo controllo coloniale solo con l'intervento olandese a Bali (1906) e con quello finale del 1908.
Nel XIX e XX secolo, l'esercito coloniale olandese riprese le operazioni di conquista dell'arcipelago indonesiano. Dopo il 1904 le Indie orientali olandesi vennero considerate pacificate, senza più scontri su larga scala sino alla Seconda guerra mondiale, e il ruolo dell'esercito locale fu perlopiù quello di difendere i territori da possibili invasioni straniere.
Una volta pacificato l'arcipelago, l'esercito coloniale si trovò formalmente senza impegni pressanti e per assicurarne l'esistenza, la madrepatria in Europa decise di rendere obbligatoria la coscrizione di tutti i maschi maggiorenni residenti a partire dalla classe del 1917. Nel 1922 un provvedimento normativo supplementare introdusse la creazione di un servizio di milizia territoriale (in olandese Landstorm) per i coscritti europei di età superiore a 32 anni.

### La seconda guerra mondiale

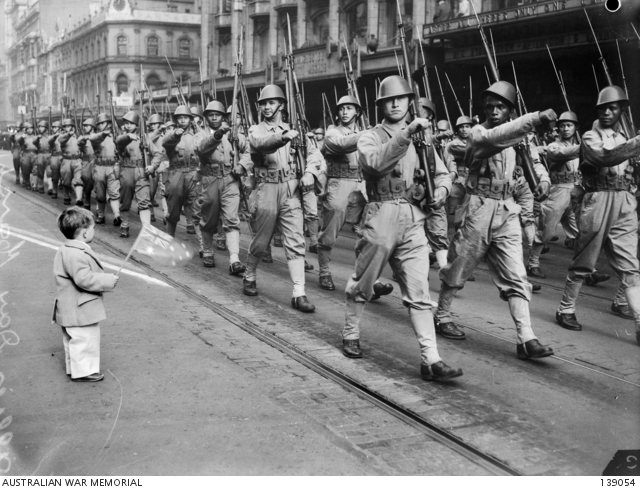
Le truppe dell'esercito coloniale olandese marciano a Melbourne, in Australia, il 14 giugno 1943.

Le forze olandesi nelle Indie orientali olandesi vennero molto indebolite dall'occupazione dei Paesi Bassi da parte della Germania nazista nel 1940. L'esercito coloniale olandese venne privato dell'assistenza da parte della madrepatria, con l'eccezione di alcune unità della marina olandese che continuarono ad operare nell'area. L'esercito coloniale olandese, inadeguatamente, tentò di trasformarsi in una forza militare moderna per proteggere le Indie orientali olandesi da possibili invasioni esterne. Dal dicembre del 1941, le forze olandesi in Indonesia avevano ormai raggiunto le 85.000 unità: le truppe regolari erano composte da 1000 ufficiali e 34.000 coscritti, di cui 28.000 erano indigeni. Il restante erano truppe della milizia locale, unità della guardia territoriale e ausiliari civili. L'aviazione dell'esercito coloniale olandese, la Militaire Luchtvaart KNIL disponeva di 389 aeroplani di ogni genere, ma essi erano in gran parte superati, in particolare dagli aerei giapponesi che erano la minaccia più incombente.
Durante la Campagna delle Indie orientali olandesi del 1941–42, gran parte dell'esercito coloniale olandese e le forze ad esso alleate vennero facilmente sconfitte. Gran parte dei soldati europei, che in parte costituivano il grosso dell'esercito indoeuropeo, divennero prigionieri di guerra giapponesi. Il 25% di essi non sopravvisse alla prigionia.
Un gruppo di soldati, perlopiù personale indigeno, organizzò una campagna di guerriglia contro i giapponesi, ma rimasero senza assistenza da parte degli altre potenze degli Alleati durante il conflitto.
All'inizio del 1942, alcuni militari dell'esercito coloniale olandese fuggirono in Australia. Alcun indigeni divennero prigionieri in Australia col sospetto di essere simpatizzanti dei giapponesi. Il resto degli uomini dell'esercito coloniale olandese tentò di raggrupparsi. Sul finire del 1942, un fallito tentativo di sbarco a Timor Est per rinforzare la campagna di guerriglia australiana si concluse con la perdita di 60 uomini.
Quattro squadroni dell'esercito coloniale vennero integrati nella Royal Australian Air Force, sotto la direzione dello staff australiano. Durante il 1944-45, alcune piccole unità parteciparono a delle azioni nella campagna della Nuova Guinea e nella campagna del Borneo.

### 1945–1950

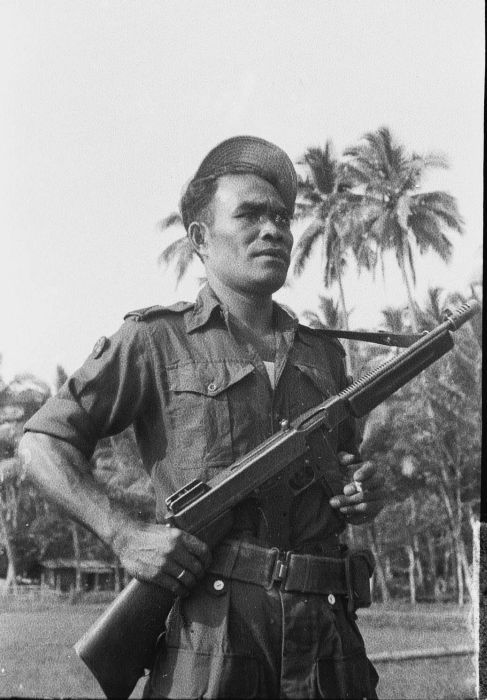
Soldato del reale esercito delle Indie orientali olandesi con un mitragliatore Thompson M1928, 1948 circa.

Dopo la seconda guerra mondiale, il KNIL fu usato in due grandi campagne militari nel 1947 e nel 1948 (le "Politionele acties", azioni di polizia a Java e a Sumatra) per ristabilire il controllo olandese dell'Indonesia. Il reale esercito delle Indie orientali olandesi e i suoi ausiliari Ambonesi vennero accusati di crimini di guerra durante delle "azioni di polizia". Gli sforzi degli olandesi di ristabilire il loro potere coloniale non ebbero l'esito sperato ed i Paesi Bassi dovettero riconoscere l'indipendenza dell'Indonesia il 27 dicembre 1949. Il 26 gennaio 1950, elementi dell'esercito coloniale olandese vennero coinvolti nel tentato colpo di Stato di Bandung pianificato da Raymond Westerling e dal sultano Hamid II di Pontianak. Il colpo fallì e accelerò lo scioglimento della Repubblica degli Stati Uniti dell'Indonesia, di stampo federale.
Il reale esercito delle Indie orientali olandesi venne ufficialmente sciolto il 26 luglio 1950 ed al suo personale indigeno venne offerta la possibilità di smobilitarsi o di aderire al nuovo esercito indonesiano. Ad ogni modo, gli sforzi per cercare di integrare i militari senza perdere forze preziose per la neonata repubblica portarono a degli scontri a Makassar nell'aprile di quell'anno come pure il tentativo di secessione dell'indipendente Repubblica delle Molucche del Sud a luglio. Queste rivolte riuscirono ad essere soppresse nel novembre del 1950 e circa 12.500 Ambonesi dell'esercito coloniale olandese e le loro famiglie optarono per insediarsi almeno temporaneamente nei Paesi Bassi. A seguito di questi eventi, l'esercito coloniale olandese cessò di esistere ma le sue tradizioni vennero mantenute dall'attuale Regiment Van Heutsz del moderno esercito dei Paesi Bassi. All'epoca del suo scioglimento, l'esercito contava 65.000 uomini di cui 26.000 vennero incorporati nel nuovo esercito indonesiano. Il restante venne smobilitato o trasferito nell'esercito olandese.

## Reclutamento
Durante la sua formazione, l'esercito coloniale olandese avrebbe dovuto includere sia personale europeo che personale indigeno reclutato sul posto. All'inizio della sua storia, il reale esercito delle Indie orientali olandesi era equalmente diviso, con metà dell'esercito composto da soldati europei, mentre l'altra metà erano soldati indigeni. A partire dagli anni trenta dell'Ottocento, ad ogni modo, la proporzione degli indigeni triplicò. La ragione di ciò fu che non vi erano sufficienti volontari europei disposti a recarsi nelle Indie orientali, mentre abbondavano gli indigeni. L'esercito, oltre ai volontari, puntava anche su mercenari di diverse nazionalità che rimasero in attività per tutto il XIX secolo. Durante la lunga Guerra di Aceh il numero delle truppe europee venne mantenuto a 12.000 ma la continua resistenza del nemico portò alla fine i soldati a 23.000 con gli indigeni (in gran parte provenienti da Giava, Ambon e Manado). Persino gli schiavi degli Ashanti (dagli attuali Costa d'Avorio e Ghana) vennero reclutati in numero limitato nelle Indie orientali andando a costituire il gruppo dei Belanda Hitam. Le truppe straniere e indigene arrivarono a essere tra il 60% e il 40% del totale. Dopo la guerra di Aceh, cessò l'arruolamento di truppe mercenarie e le reclute provennero in gran parte dai Paesi Bassi, oltre che dalle colonie stesse in cui gli uomini prestavano servizio militare.
Nel 1884, il personale in forze era composto da 13.492 europei, 14.982 indonesiani, 96 africani (secondo alcune fonti il numero degli africani fu molto più alto) ed almeno 1666 eurasiatici. Il corpo ufficiali era interamente europeo e si aggirava attorno alle 1300 unità. Vi erano inoltre 1300 cavalieri. I reclutamenti avvennero sia in Olanda che in India, con numeri di 1000 olandesi e 500 stranieri ogni anno. Le truppe straniere erano composte da volontari fiamminghi, tedeschi, svizzeri e francesi. A valloni, arabi, inglesi e statunitensi era proibito prestare servizio.
Era contrario alla legge trasferire i coscritti dei Paesi Bassi nelle Indie orientali olandesi ma diversi volontari continuarono tale pratica. Nel 1890 venne creato un corpo coloniale di riserva nei Paesi Bassi per reclutare o reintegrare gli ex militari nella società a conclusione del loro servizio oltremare. All'alba dell'invasione giapponese del dicembre del 1941, le truppe regolari olandesi nelle Indie orientali erano composte da circa 1000 ufficiali e 34.000 uomini, di cui 28.000 erano indigeni, provenienti in gran parte da Giava e Sundan. Durante l'occupazione giapponese, gran parte degli olandesi e degli ambonesi divennero prigionieri di guerra.
Durante la Rivoluzione nazionale indonesiana, gli ufficiali dell'esercito coloniale olandese erano ancora in gran parte olandesi ed eurasiatici sebbene il resto delle truppe fossero prevalentemente state reclutate in Indonesia, in particolare nelle Molucche meridionali, a Timor ed a Manado.

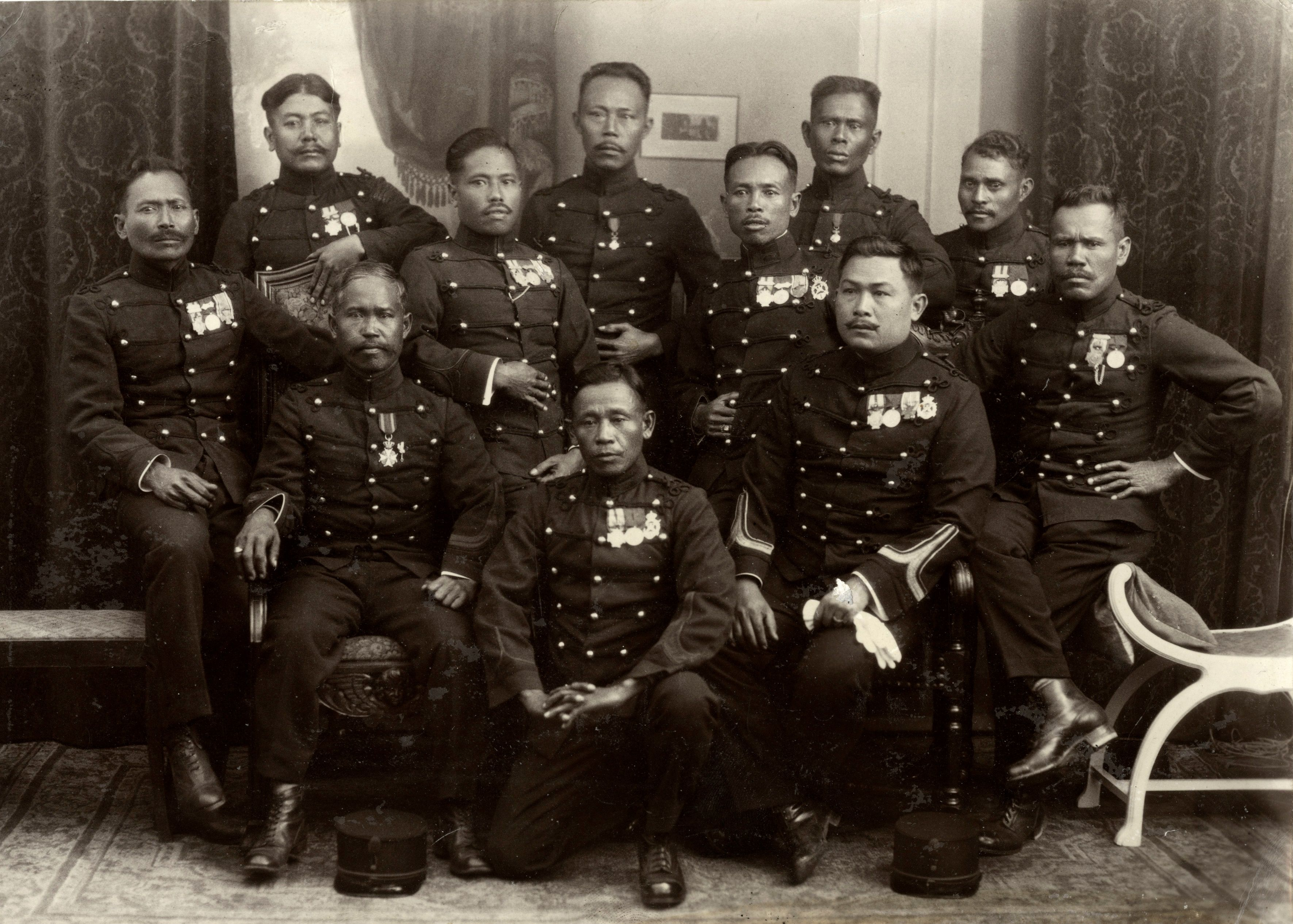
Soldati indigeni dell'esercito coloniale olandese decorati nel 1927.
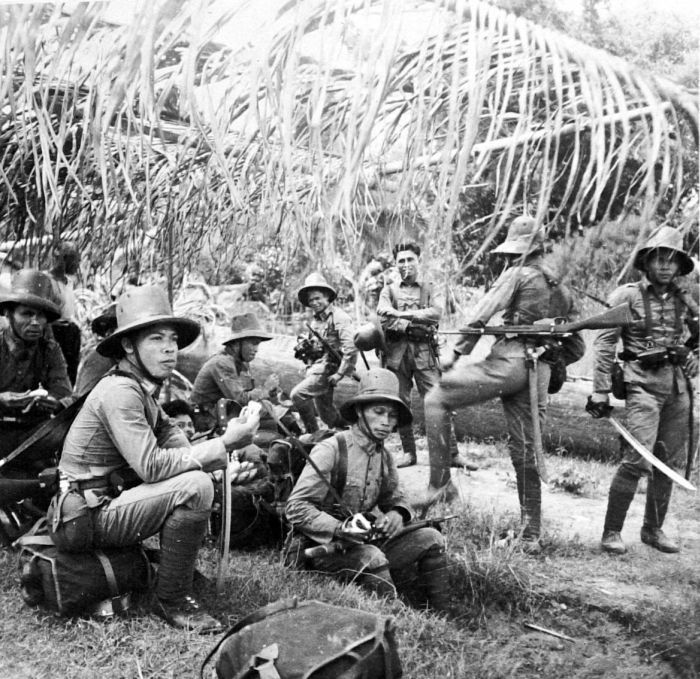
Truppe indigene nel 1938
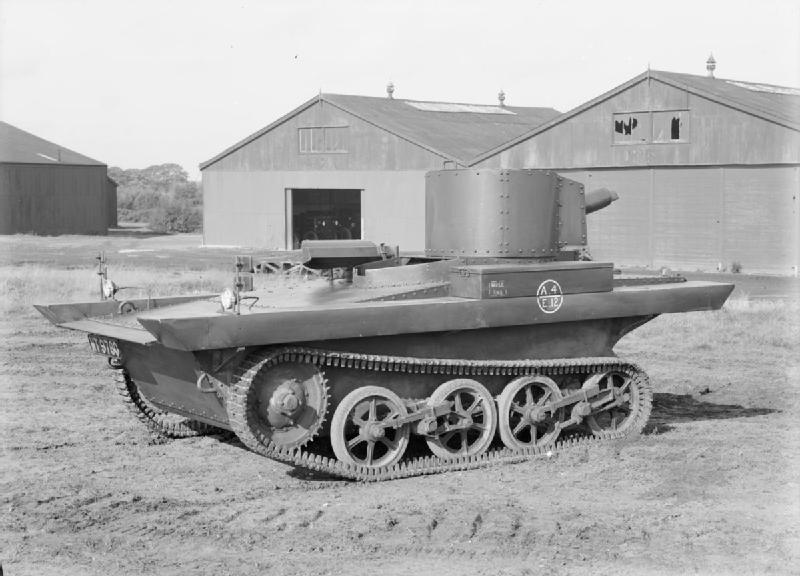
La Carden Loyd tankette che venne usata dalle forze olandesi nelle Indie orientali.